# Octochaetus sylvestris
Octochaetus sylvestris är en ringmaskart som beskrevs av Lee 1952. Octochaetus sylvestris ingår i släktet Octochaetus och familjen Acanthodrilidae. Inga underarter finns listade i Catalogue of Life.